# Cupressinocladus
Genre
Synonymes
 Libocedrites Endlicher, 1847
Cupressinocladus est un genre éteint de plantes de la famille des Cheirolepidiaceae qui vivaient au Crétacé.

## Liste des espèces
- Cupressinocladus interruptus Schweitzer, 1974

- Cupressinocladus valdensis A.C. Seward, 1919[note 1]